# Nicki Minaj
Onika Tanya Maraj-Petty, mer känd under artistnamnet Nicki Minaj, född 8 december 1982 i Saint James (en förort till Port of Spain) i Trinidad och Tobago, är en trinidadisk-amerikansk rappare, sångare och låtskrivare. Den 1 oktober 2020 födde Nicki Minaj sitt första barn med sin make Kenneth Petty.
Artister som hon uppgett ha influerat hennes musikaliska stil är Monica, Kanye West, Trina, Lil Wayne, Drake, Lauryn Hill, Jadakiss, Smokey Robinson, Natasha Bedingfield, Remy Ma, Lisa "Left Eye" Lopes, Lil' Kim, Missy Elliott, Janet Jackson, Britney Spears, Madonna, Marilyn Monroe, Grace Jones, och M.I.A.

## Biografi
Nicki Minaj föddes den 8 december 1982 som Onika Tanya Maraj i Saint James, en förstad till Port of Spain i Trinidad och Tobago. Hennes föräldrar heter Carol och Robert Maraj och hon har tre syskon, en syster och två bröder. Hennes pappa jobbade för American Express men var även gospelsångare på deltid, medan hennes mamma har haft ett flertal jobb och även hon var gospelsångare. Minaj bodde med sin mormor i Saint James tills hon var fem år och fick besök då och då av sin mamma. Senare flyttade hon med mamman till Queens i New York.
Under hennes uppväxt var Minajs pappa beroende av alkohol och droger, vilket ledde till att han kunde bli våldsam när han var påverkad. Det sägs att en gång försökte han till och med döda hennes mamma genom att sätta huset i brand. Minaj är kristen och har senare sagt att hennes pappa blev frälst och började förändra sitt liv så fort han började med rehab och besökte kyrkan. I och med detta anser hon att kyrkan räddade hennes familj och att Gud är hennes hjälte.
Minaj tog examen vid LaGuardia High School, där hon studerade musik och skådespeleri. Till en början hade Minaj under sin skoltid en dröm om att bli skådespelare och hon fokuserade därför väldigt mycket på skådespeleriet just då.
Som ung var Minaj vid ett tillfälle förlovad med en Aaron, något hon refererar till i låten "All Things Go": "Ten years ago, that's when you proposed/ I look down, yes I suppose". Under den tid hon var tillsammans med Aaron blev hon gravid och gjorde abort, något som hon i samma låt även refererar till med "My child with Aaron would've been sixteen any minute".

## Karriär

### 2007–2009: Mixtapes och Young Money Entertainment
Nicki Minaj startade sin karriär med tre mixtapes som släpptes mellan 2007 och 2009. Det första hette "Playtime is Over" och släpptes den 7 juli 2007. Den 12 april ett år efter släpptes "Sucka Free", som även fick henne att bli utnämnd till "Female Artist of the Year" på the Underground Music Awards. Den 18 april 2009 kom hennes tredje och därmed sista mixtape vid namn "Beam Me Up Scotty" som fick positiv feedback av både BET och MTV.
I augusti 2009 fick artisten och rapparen Lil Wayne upp ögonen för Minaj på grund av hennes skicklighet för att rappa och hon fick därefter ett skivkontrakt med hans skivbolag Young Money Entertainment.

### 2010–2011: GenombrottetPink Friday
Hennes debutalbum Pink Friday släpptes den 22 november 2010 under Young Money Entertainment. Skivan sålde platina efter endast fem veckor och blev därmed hennes genombrott. På debutalbumet har hon samarbetat med artister som Eminem, Rihanna, Drake, Will.I.Am, Kanye West och Natasha Bedingfield. Från hennes album Pink Friday finns låten Super Bass som certifierades 8 platinum och har sålt mer än fyra miljoner exemplar och blev en av de bäst säljande singlarna i USA. Under denna tid blev Minaj den första kvinnliga soloartisten att ha sju singlar på Billboard Hot 100.

### 2012–2013:Pink Friday: Roman ReloadedochAmerican Idol
Hennes andra album Pink Friday: Roman Reloaded släpptes den 3 april 2012 och blev ett av de bäst säljande albumen samma år. Även på detta album har hon samarbetat med stora namn som bland annat Chris Brown och Rick Ross.
I september samma år fick Minaj en roll som domare för reality och musik-tv-serien American Idol. Serien var inne på sin tolfte säsong och hon satt som domare tillsammans med Mariah Carey, Keith Urban och Randy Jackson. Det visade sig dock att Minaj och Carey inte klickade så värst bra och i oktober 2012 cirkulerade en video på nätet där man kunde se Minaj och Carey i en livlig debatt under auditioner i Charlotte, North Carolina. När kameran inte längre rullade ska Minaj, enligt Carey, ha sagt "Om jag hade en pistol skulle jag skjuta den bitchen", men Minaj nekar till att någonsin ha sagt så. I samma veva anklagade Carey Minaj för att ha skapat en osäker arbetsmiljö och som ett resultat av detta ökade hon antalet på hennes eget säkerhetsteam. Bråket blev därefter värre och eskalerade i maj 2013 när Carey, i ett direktsänt radioprogram, sa att Minaj inte har haft en enda låt liggande på första plats på Billboard Hot 100. Uttalandet fick Minaj att rasa mot sångerskan på Twitter och hon skrev en serie hårda meddelanden riktade mot Carey. I slutet av säsongen lämnade både Minaj och Carey programmet.
Utöver bråket med Carey var 2013 ett väldigt bra år för Minaj och hennes karriär. Hon hade legat etta på Billboard Hot 100 med 44 låtar och var därför den första kvinnliga rapparen i hela Billboards historia som legat etta flest gånger på listan. Minaj var även den första rapparen någonsin att vinna pris för bästa kvinnliga hiphop-artist, något hon gjorde fyra gånger i rad, på den amerikanska musikgalan BET Awards.

### 2014:The Other Womanoch albumetThe Pinkprint
Våren 2013 spelade Minaj in sin första riktiga film The Other Woman och komedifilmen hade premiär 25 april 2014. Hon spelade karaktären Lydia, en assistent till Carly (Cameron Diaz). Andra stjärnor som spelade i filmen var Leslie Mann, Kate Upton och Nikolaj Coster-Waldau.
12 februari 2014 släppte Minaj sin video till låten Lookin' Ass och därmed fick man reda på att hennes nya album kommer att heta The Pinkprint. Den 4 augusti släppte Nicki sin andra singel Anaconda och videon släpptes 14 augusti, vilken blev väldigt omtalad och slog Vevos 24-timmarsrekord med 19,6 miljoner visningar på ett dygn. Tidigare hölls rekordet av Wrecking Ball med Miley Cyrus som fick 19,3 miljoner visningar. 27 oktober sa billboard.com att Minaj's album The Pinkprint har skjutits upp till den 15 december. I november släpptes en lyrikvideo för albumets tredje singel Only, som hon spelat in i samarbete med Chris Brown och Lil Wayne. Lyrikvideon fick väldigt mycket kritik på grund av att den ansågs glorifiera Hitlers nazistregim. Något som gjorde premiären av lyrikvideon ännu mer opassande var att videon släpptes nära inpå 25-årsjubileet av Berlinmurens fall. Många av Minajs fans ansåg att videon var både respektlös, antisemitisk och okänslig och de gick på hårt mot artisten på diverse sociala medier. Vissa tyckte till och med att videon skulle tas ner av YouTube. Albumets fjärde singel blev duetten Bed of Lies med artisten Skylar Grey och låten släpptes 16 november på iTunes. Den femte singeln blev den väldigt personliga låten All Things Go som släpptes den 3 december.
Den 4 december meddelade Minaj att hon kommer åka på turné i både Europa och USA för att promota sitt nya album och turnéns namn blir därmed The Pinkprint Tour. Turnén börjar i mars 2015..

### 2019: Avslutet
Den 5 september går Nicki ut i sina medier och meddelar att hon ska lägga karriären på hyllan. ”Jag har bestämt mig för att gå i pension och skaffa en familj”, skriver världsartisten själv på Twitter.

## Privatliv
I juli 2011 blev Minajs kusin Nicholas Telemaque mördad i Brooklyn. Hon valde att referera till honom i både låten "Champion" och "All Things Go": "Cause they killed my little cousin, Nicholas/ But my memory's only happy images" och "I lost my little cousin to a senseless act of violence."
I juli 2020 meddelade Minaj via Instagram att hon är gravid. I september 2020 föddes hennes barn.
Februari 2021 - Nickis pappa, Robert Maraj blev 64 år då han omkom i en smitningsolycka där han blev påkörd i stadsdelen Queens i New York.

## Diskografi

### Album
- Pink Friday (2010)
- Pink Friday: Roman Reloaded (2012)
- Pink Friday: Roman Reloaded - The Re-Up (2012)
- The Pinkprint (2014)
- Queen (2018)
- Beam Me Up Scotty (2021)
- Pink Friday 2 (2023)

### Mixtapes
- Playtime Is Over (2007)
- Sucka Free (2008)

### Singlar
- "Massive Attack" (2010) Ft. Sean Garrett
- "Your Love" (2010)
- "Check It Out" (2010) Ft. Will.I.Am
- "Right Thru Me" (2010)
- "Moment 4 Life" (2010) Ft. Drake
- "Roman's Revenge" (2011) Ft. Eminem
- "Super Bass" (2011)
- "Did It On 'em" (2011)
- "Fly" (2011) Ft. Rihanna
- "Stupid Hoe" (2012)
- "Starships" (2012)
- "Roman Reloaded" (2012)
- "Beez In The Trap" (2012)
- "Right By My Side" (2012) Ft. Chris Brown
- "Va Va Voom" (2012)
- "Pound The Alarm" (2012)
- "Freedom" (2012)
- "I'm Legit" (2012)
- "Pills N Potions" (2014)
- "Anaconda" (2014)
- "Only" (2014) Ft. Lil Wayne, Drake & Chris Brown
- "Bed of Lies" (2014) Ft. Skylar Grey
- ”Yikes” (2020)

### Gästartist på singel
- "Up Out My Face" - Mariah Carey Ft. Nicki Minaj (2010)
- "My Chick Bad" - Ludacris Ft. Nicki Minaj (2010)
- "Lil Freak" - Usher Ft. Nicki Minaj (2010)
- "Get It All" - Sean Garrett Ft. Nicki Minaj (2010)
- "Woohoo" - Christina Aguilera Ft. Nicki Minaj (2010)
- "Bottoms Up" - Trey Songz Ft. Nicki Minaj (2010)
- "2012 (It Ain't the End)" - Jay Sean Ft. Nicki Minaj (2010)
- "Letting Go (Dutty Love)" - Sean Kingston Ft. Nicki Minaj (2010)
- "Monster" - Kanye West Ft. Jay-Z, Rick Ross, Bon Iver, och Nicki Minaj (2010)
- "I Ain't Thru" - Keyshia Cole Ft. Nicki Minaj (2010)
- "The Creep" - The Lonely Island Ft. Nicki Minaj (2011)
- "Where Them Girls At" - David Guetta ft. Flo Rida Ft. Nicki Minaj (2011)
- "Turn Me On" - David Guetta Ft. Nicki Minaj (2011)
- "Till The World Ends (Remix)" - Britney Spears Ft. Nicki Minaj & Kesha (2011)
- "Give me all your luvin'" Madonna Ft. Nicki Minaj (2012)
- "Beauty And A Beat" - Justin Bieber Ft. Nicki Minaj (2012)
- "Love More" Chris Brown Ft. Nicki Minaj (2013)
- "Animales" Romeo Santos Ft. Nicki Minaj (2014)
- "Senile" Young Money Ft. Nicki Minaj, Lil Wayne & Tyga (2014)
- "My N***a" YG Ft. Nicki Minaj, Lil Wayne, Rich Homie Quan & Meek Mill (2014)
- "Touchin, Lovin" Trey Songz Ft. Nicki Minaj (2014)
- "She Came To Give It To You" Usher Ft. Nicki Minaj (2014)
- "Low" Juicy J Ft. Nicki Minaj (2014)
- "No Love (Remix)" August Alsina Ft. Nicki Minaj (2014)
- "True Colors" Wiz Khalifa Ft. Nicki Minaj (2014)
- "No Flex Zone (Remix)" Rae Sremmurd Ft. Nicki Minaj (2014)
- "Bang Bang" Jessie J Ft. Nicki Minaj & Ariana Grande (2014)
- "Hey Mama" David Guetta Ft. Nicki Minaj (2014)
- "***Flawless (Remix)" Beyoncé Ft. Nicki Minaj (2014)
- "TROLLZ" 6ix9ine Ft. Nicki Minaj (2020)

### Gästartist
- "Up All Night" - Drake Ft. Nicki Minaj (2010)
- "Knockout" - Lil Wayne Ft. Nicki Minaj (2010)
- "What's Wrong with Them" - Lil Wayne Ft. Nicki Minaj (2010)
- "Dark Fantasy" - Kanye West Ft. Teyana Taylor, Nicki Minaj, och Bon Iver (2010)

## Filmografi
- Karaktären Steffie i "Ice Age 4: Jorden skakar loss" (2012)
- "American Idol" (2012–2013)
- "The Other Woman" (2014)